# Vitali Mesjkov
Vitali Petrovitsj Mesjkov (Russisch: Виталий Петрович Мешков) (Novosinkovo (Oblast Moskou), 18 februari 1983) is een Russisch voetbalscheidsrechter. Hij is in dienst van FIFA en UEFA sinds 2012. Ook leidt hij sinds 2010 wedstrijden in de Premjer-Liga.
Op 29 augustus 2010 leidde Mesjkov zijn eerste wedstrijd in de Russische nationale competitie. Tijdens het duel tussen CSKA Moskou en Alania Vladikavkaz (2–1 voor de thuisclub) trok de leidsman driemaal de gele kaart. In Europees verband debuteerde hij op 18 juli 2013 tijdens een wedstrijd tussen Mladost Podgorica en FK Senica in de voorronde van de UEFA Europa League; het eindigde in 2–2 en Mesjkov trok zesmaal een gele kaart. Zijn eerste interland floot hij op 22 maart 2013, toen Nederland met 3–0 won van Estland door doelpunten van Rafael van der Vaart, Robin van Persie en Ruben Schaken. Tijdens deze wedstrijd toonde Mesjkov alleen aan Arjen Robben een gele kaart.

## Interlands
| Datum            | Plaats                  | Wedstrijd             | Uitslag | Competitie             | Kreeg geel | Kreeg voor de tweede keer geel en dus rood | Weggestuurd |
| ---------------- | ----------------------- | --------------------- | ------- | ---------------------- | ---------- | ------------------------------------------ | ----------- |
| 22 maart 2013    | Amsterdam, Nederland    | Nederland – Estland   | 3 – 0   | WK 2014 kwalificatie   | 1          | 0                                          | 0           |
| 31 maart 2015    | Doesjanbe, Tadzjikistan | Tadzjikistan – Syrië  | 2 – 3   | Vriendschappelijk      | 1          | 0                                          | 0           |
| 20 november 2018 | Ta' Qali, Malta         | Malta – Faeröer       | 1 – 1   | Nations League 2018/19 | 6          | 0                                          | 0           |
| 11 oktober 2021  | Rotterdam, Nederland    | Nederland – Gibraltar | 6 – 0   | WK 2022 kwalificatie   | 1          | 0                                          | 0           |

Laatst bijgewerkt op 13 april 2022.